# Amaya Forch
Amaya Vivienne Forch Barry (Santiago, 5 de marzo de 1972) es una actriz y cantante chilena de música pop, popularmente reconocida por sus apariciones en diferentes teleseries y programas de televisión chilenos.

## Primeros años
Nació en Santiago de Chile en 1972 y con posterioridad al 11 de septiembre de 1973 sus padres se tuvieron que exiliar en Alemania Oriental, donde pasó su infancia.

## Carrera
Desde joven Forch ha participado en innumerables series de televisión, como en obras de teatro, además de incursionar en el canto. En 2001 cantó en el Festival Internacional de la Canción de Viña del Mar junto a David Hasselhoff. En 2002, cuando interpretó a Carmela, en La pérgola de las flores, además se integró al programa de talentos Rojo, Fama Contra Fama como jurado. Durante 2004 encarnó un personaje de prostituta en la teleserie nocturna Ídolos de TVN. Además dentro de los musicales que ha participado, se destaca la obra El hombre de La Mancha en 2009, mismo año en donde participó en el programa de Televisión Nacional de Chile, El Baile.
En 2010 lanzó un disco de duetos, acompañada musicalmente por el músico Valentín Trujillo. además de cantar junto a un grupo de artistas chilenos en beneficio de los damnificados por el terremoto del 27 de febrero de 2010 en Chile y el de Haití.
Se sumó como docente de canto en la Universidad Andrés Bello e iniciará un programa de cultura junto a Marcelo Comparini en el canal 13C.

## Filmografía

### Cine
- 2004: Amigas en bach como Fernanda, dirigida por Marcelo Ferrari.

### Programas de televisión
| Año       | Programa                            | Rol                        | Canal       |
| --------- | ----------------------------------- | -------------------------- | ----------- |
| 1998      | XXIX Festival del Huaso de Olmué    | Cantante invitada / Jurado | Canal 13    |
| 1999-2001 | Jugando a Saber                     | Panelista                  | Canal 13    |
| 2001      | La otra cara del espejo             | Actriz / Marisol           | Mega        |
| 2001      | Video loco                          | Conductora                 | Canal 13    |
| 2002-2003 | Rojo Fama Contrafama                | Jueza                      | TVN         |
| 2003      | Tocando las estrellas               | Jueza                      | TVN         |
| 2004      | Acoso textual                       | Panelista                  | Canal 13    |
| 2007      | El baile en TVN (tercera temporada) | Participante               | TVN         |
| 2011      | Factor X                            | Cantante invitada          | TVN         |
| 2012      | Factor de cambio                    | Conductora                 | Canal 13    |
| 2015      | Pequeños gigantes                   | Jurado                     | Chilevisión |
| 2015      | Vértigo                             | Invitada                   | Canal 13    |
| 2016      | Bailando                            | Participante               | Canal 13    |
| 2021      | The covers                          | Participante               | Mega        |
| 2022      | Aquí se baila                       | Participante               | Canal 13    |
| 2024      | Mi nombre es…                       | Jueza                      | TVN         |

### Telenovelas y Series
| Teleseries | Teleseries               | Teleseries          | Teleseries                   |
| Año        | Teleserie                | Rol                 | Canal o plataforma streaming |
| ---------- | ------------------------ | ------------------- | ---------------------------- |
| 1994       | Rompecorazón             | Alejandra Rioseco   | TVN                          |
| 1997       | Playa Salvaje            | Fabiola Fadic       | Canal 13                     |
| 1998       | Marparaíso               | Trinidad Santa Cruz | Canal 13                     |
| 2000       | La otra cara del espejo  | Alejandra Hurtado   | Mega                         |
| 2000       | Sabor a ti               | Elisa Ugarte        | Canal 13                     |
| 2002       | Más que amigos           | Paula Del Campo     | Canal 13                     |
| 2004       | Ídolos                   | Soledad Saldía      | TVN                          |
| 2005       | Los Capo                 | Isabel Montoya      | TVN                          |
| 2012       | Separados                | Maite Subercaseaux  | TVN                          |
| 2014       | Los 80                   | Alejandra           | Canal 13                     |
| 2016       | Veinteañero a los 40     | "Tía Peluche"       | Canal 13                     |
| 2017       | Wena profe               | Jimena González     | TVN                          |
| 2020       | La torre de Mabel        | "Rita"              | Canal 13                     |
| 2020       | Dignidad                 | Hannelrone Harms    | Amazon Prime Video           |
| 2023       | Cecilia, la incomparable | Cecilia Pantoja     | TVN y Amazon Prime Video     |

### Videos musicales
| Año  | Título         | Artista | Director         |
| ---- | -------------- | ------- | ---------------- |
| 2016 | Alma Indomable | Aiken   | Felipe Sepúlveda |

### Doblaje de voz en animes
| Año (circa) | Título             | Rol         | Episodios |
| ----------- | ------------------ | ----------- | --------- |
| 1999 y 2000 | Zoids              | Lise        | Todos     |
| 2001        | Zoids: Nuevo Siglo | Leena Toros | Todos     |
| 2003        | Sonic X            | Amy Rose    | 1 - 52    |
| 2005        | Zoids: Fuzors      | Ciao        | Todos     |

### Doblaje de voz en series de animación
| Año (circa) | Título                              | Rol            | Episodios |
| ----------- | ----------------------------------- | -------------- | --------- |
| 1999        | Los misterios de Archie             | Veronica Lodge | Todos     |
| 2001        | Jason y los Héroes del Monte Olimpo | Venus          | Todos     |
| 2009        | Walala (serie animada)              | Cucú           | Todos     |